# Zool
Zool, sottotitolato Ninja of the "Nth" Dimension su alcune copertine, è un videogioco a piattaforme sviluppato e pubblicato dalla Gremlin Graphics nel 1992 per Amiga. Dal 1993 è uscito anche su Atari ST, Game Boy, Sega Mega Drive, SNES, Sega Master System, Sega Game Gear, Amiga CD32, PC e piattaforma RISC OS, così come per le macchine arcade e in versione specifica per Amiga 1200. 
Zool ebbe di solito un buon successo di critica, soprattutto nella versione Amiga.
Il gioco ha avuto un sequel chiamato Zool 2, pubblicato dalla stessa Gremlin nel 1993, su CD-ROM.
Nel 2000 la versione Amiga di Zool è stata ripubblicata all'interno della raccolta The Best of Gremlin.

## Modalità di gioco
Il protagonista del gioco è Zool, un gremlin "Ninja dell'ennesima dimensione" che è costretto ad atterrare sulla Terra. 
Al fine di ottenere ranghi ninja superiori, egli deve attraversare sette livelli, battendo un boss alla fine di ciascuno di essi. 
Il gioco contiene una serie di minigiochi incorporati, tra cui diversi arcade, uno sparatutto e un gioco accessibile solo facendo suonare a Zool una certa melodia su un pianoforte oppure trovando alcuni warp invisibili.
La maggior parte delle trasposizioni per altre piattaforme sono simili all'originale Amiga, ma quelle per Genesis e SNES sono molto diverse, con alcuni livelli più piccoli, grafica e boss diversi.
La versione per Amiga CD32 include tracce audio di Neil Biggin e ha la possibilità di scegliere fra effetti sonori e musica. 

## Sviluppo
Zool è stato concepito da George Allen come un rivale per Sonic della SEGA. 
In fase di sviluppo, Zool poteva lanciare incantesimi guadagnati attraverso la raccolta di pozioni. Ad esempio, Zool poteva sfuggire dalle trappole con incantesimi "salto in alto" o creare un clone di se stesso che segue le sue azioni (raddoppiando così la potenza di fuoco). Nella versione finale, gli incantesimi sono stati sostituiti da Power-up che potevano essere raccolti in giro. 
Inizialmente, il nome per il progetto fu Pootz. 
La colonna sonora di Patrick Phelan richiama quella di Lotus: The Ultimate Challenge e ha ispirato diversi remix electro/techno.
Il gioco è stato fortemente spinto al momento della sua uscita iniziale, fino ad essere venduto in bundle con l'appena lanciato Amiga 1200, anche se in versione priva di grafica migliorata AGA che fu sviluppata successivamente.